# نوکس ۳۹۰۸
سیارک ۳۹۰۸ (به انگلیسی: 3908 Nyx، نامگذاری:1980PA) سه هزار و نهصد و هشتمین سیارک کشف شده‌است که در ۶ اوت ۱۹۸۰ کشف شد.
قدر مطلق سیارک برابر ۱۷٫۴۰ است.